# 1984 (film, 1984)
1984 (v anglickém originále Nineteen Eighty-Four) je britská filmová adaptace románu 1984 George Orwella, kterou natočil Michael Radford v roce 1984. Jedná se o druhé filmové zpracování tohoto díla: roku 1956 vznikl film 1984 režiséra Michaela Andersona.

## Děj
Winston Smith (John Hurt) pracuje jako nevýznamný úředník na Ministerstvu pravdy totalitní říše Oceánie, kde se zabývá falšováním minulosti. Chodu společnosti se účastní víceméně apaticky, vnitřně se od tohoto světa distancoval a snaží se zbavit všudypřítomného dozoru státní moci. Tajně si píše deník, aby tak uchoval minulost a ochránil ji před svévolnou manipulací. Tuto svoji činnosti se mu nakonec nepodaří skrýt před Velkým bratrem, bedlivě sledujícím každého a všechno.
Režim zakazuje svobodu myšlení i jakékoliv osobní pocity. Winston Smith se přesto zamiluje do mladé disidentky Julie (Suzanna Hamilton). U zastavárníka Charringtona (Cyril Cusack) si Smith pronajme místnost, která zdánlivě není střežena Velkým bratrem a Winstonovi a Julii pak slouží jako hnízdečko lásky. Zde poprvé prožívá Smith skutečně svobodné okamžiky.
Winston věří, že ve vzdělaném funkcionáři vládnoucí strany O'Brienovi (Richard Burton) nalezl sympatizanta hnutí odporu. Od O'Briena Winston dokonce získá knihu nenáviděného nepřítele státu Goldsteina. Winston se cítí stále jistěji, jenomže najednou je společně s Julií Charringtonem vyzrazen a vydán tajné policii. Jeho údajný přítel O'Brien ho podrobí krutému mučení kombinovanému s vymýváním mozku, kterým ho přesvědčí, že dvě a dvě může být pět a že Winston miluje Velkého bratra. Winston je propuštěn a slouží jako loutka pro propagandistické účely. Stejně dopadne i Julia, takže ačkoliv se opět setkají, společně pouze „litují“ svých prohřešků proti státu.

## V hlavních rolích
| John Hurt        | Winston Smith      |
| Richard Burton   | O'Brien            |
| Suzanna Hamilton | Julia              |
| Cyril Cusack     | Charrington        |
| Gregor Fisher    | Parsons            |
| James Walker     | Syme               |
| Andrew Wilde     | Tillotson          |
| John Boswall     | Emmanuel Goldstein |
| Bob Flag         | Velký Bratr        |

## Natáčení
Snímek byl natáčen na stejných místech (Londýn), kam umístil děj příběhu George Orwell, a dokonce v naprosto stejné době - v dubnu až červnu 1984. Společnost Virgin Films financující film plánovala, že k filmu použije hudbu dua Eurythmics (ženská půlka dua, Annie Lennox, se také mihla ve filmu). Michael Radford s tím však nesouhlasil a o hudbu se tak postaral skladatel Dominic Muldowney. V původním filmu tak zbyla od dua Eurythmics pouze píseň k závěrečným titulkům Julia. Na později vydaném DVD se pak neobjevila ani ta. Přesto soundtrack vyšel, nese název For The Love Of Big Brother.

## Ocenění
- Snímek byl nominován za výpravu na cenu BAFTA, kterou ale nakonec získal film Vražedná pole.
- Na festivalu FANTASPORTO (Festival Internacional de Cinema do Porto) byl John Hurt odměněn cenou pro nejlepšího herce ve sci-fi snímku. 1984 sám byl nominován na nejlepší film.
- Na festivalu ve Valladolidu byli John Hurt a Richard Burton oceněni jako nejlepší herci.